# Passeport zimbabwéen
Le passeport zimbabwéen est un document de voyage international délivré aux ressortissants zimbabwéens, et qui peut aussi servir de preuve de la citoyenneté zimbabwéenne. 